# Leucomiaceae
Leucomiaceae, porodica pravih mahovina smještena u red Hookeriales. Opisana je 1908. godine.

## Rodovi
1. Leucomium Mitt.
2. Rhynchostegiopsis Müll. Hal.